# Rastoki
Rastoki su naseljeno mjesto u Republici Hrvatskoj u Zagrebačkoj županiji.

## Zemljopis
Administrativno su u sastavu Jastrebarskog. Naselje se proteže na površini od 1,56 km².

## Stanovništvo
Prema popisu stanovništva iz 2001. godine Rastoki broje 106 stanovnika koji žive u 28 kućanstava. Gustoća naseljenosti iznosi 67,95 st./km².
| broj stanovnika | 79    | 78    | 87    | 95    | 97    | 95    | 104   | 109   | 117   | 120   | 128   | 121   | 116   | 103   | 106   | 109   | 100   |
|                 | 1857. | 1869. | 1880. | 1890. | 1900. | 1910. | 1921. | 1931. | 1948. | 1953. | 1961. | 1971. | 1981. | 1991. | 2001. | 2011. | 2021. |